# Mähdrescher-Rennen
Ein Mähdrescher-Rennen wird mit Mähdreschern, die mit Überrollbügel, Sicherheitsgurten und Schalensitzen ausgestattet sind und bei den Rennen eine Geschwindigkeit bis zu 100 km/h erreichen, gefahren.
Der Ursprung dieser Rennen kommt aus Frankreich, mittlerweile gibt es auch in Luxemburg und den Niederlanden viele Liebhaber dieses Rennsportes.
Die größte Veranstaltung dieser Sportart nennt sich „Mähdrescher-Cross“ und findet alle zwei Jahre auf einem Feld zwischen Rambruch und Roodt in Luxemburg statt. Es wird in drei Rennklassen gefahren, die Rennlänge beträgt drei Runden zu je etwa 450 Meter Länge.
Weiterhin gibt es, vor allem in den USA, Combine Demolition Derbys, bei denen mit ausgedienten Mähdreschern aufeinander losgefahren wird. Schnelligkeit spielt keine Rolle; Gewinner ist, wessen Maschine als letzte mehr oder weniger fahrfähig geblieben ist. Häufig geht bei diesen auf mutwillige Kollisionen und Beschädigungen ausgerichteten Kämpfen die schwach gebaute Hinterachse als Erstes zu Bruch, oft werden auch die Vorderreifen einer gegnerischen Landmaschine mit der Haspel zerstochen.